# آل هادي (الطفة)

تعديل مصدري - تعديل

آل هادي هي إحدى قرى عزلة الظفرين بمديرية الطفة التابعة لمحافظة البيضاء، بلغ تعداد سكانها 213 نسمة حسب تعداد اليمن لعام 2004.